# Jochen Lettmann
Jochen Lettmann, född den 10 april 1969 i Duisburg, Tyskland, är en tysk kanotist.
Han tog OS-brons i K-1 i slalom i samband med de olympiska kanottävlingarna 1992 i Barcelona.